# Julio Herrera y Obes
Julio Herrera y Obes Martínez (Montevideo, 9 gennaio 1841 – Montevideo, 6 agosto 1912) è stato un politico uruguaiano.
È stato Presidente dell'Uruguay dal 1º marzo 1890 al 1º marzo 1894.